# Paul Agnew (Fußballspieler)
Paul Agnew (* 15. August 1965 in Lisburn) ist ein ehemaliger nordirischer Fußballspieler. Der linke Außenverteidiger bestritt den Großteil seiner von 1984 bis 1997 andauernden Profikarriere bei Grimsby Town, insgesamt absolvierte er 287 Partien in den Spielklassen der Football League.

## Karriere
Agnew wuchs auf einem Bauernhof nahe Moira auf und spielte im Jugendfußball von Lisburn, bevor er nach Probetrainings bei Coventry City und Manchester United als Schüler zu den Bolton Wanderers kam, spätestens 1982 kehrte er aber nach Nordirland in den Jugendbereich des Cliftonville FC zurück. Nachdem er 1983 Chris Nicholl, Co-Trainer des englischen Zweitligisten Grimsby Town, im Rahmen eines Trainingslagers der nordirischen Juniorennationalmannschaft in Lilleshall aufgefallen war, kam er im November 1983 für eine Probetraining nach Grimsby. Im Februar 1984 erhielt er schließlich einen Profivertrag, die Ablösesumme betrug 4000 £, die durch verschiedentliche Bonuszahlungen in der Folge auf 15.000 £ anstieg.
Agnew kam am vorletzten Spieltag der Zweitligasaison 1983/84 bei einer 1:2-Niederlage bei Oldham Athletic zu seinem Pflichtspieldebüt für Grimsby Town. Mit dem Reserveteam, aus dem im Saisonverlauf auch Gary Lund, Andy Moore und Gary Henshaw ihr Profidebüt gaben, gewann er die Meisterschaft der Northern Intermediate League. In den folgenden beiden Spielzeiten schlossen sich zwar 28 Ligapartien an, die Position des linken Außenverteidigers war zumeist aber noch von Dean Crombie besetzt. Agnew gehörte zur Mannschaft, die im Viertelfinale des League Cups 1984/85 im Viertelfinale an Norwich City scheiterte. Nachdem zu Beginn der Saison 1986/87 Trainer Mike Lyons noch auf Bobby Cumming auf der linken Abwehrseite gesetzt hatte, rückte Agnew nach einem durchwachsenen Saisonstart Ende September in die Startelf und gehörte fortan zumeist der Stammelf an. Obwohl der Klub im März 1987 noch auf dem 8. Tabellenplatz stand und sich Aufstiegschancen ausrechnete, sorgte in der Folge eine Serie von nur noch zwei Punkten aus zehn Spielen dafür, dass man bis auf den vorletzten Tabellenplatz zurückfiel und in die Third Division abstieg. Auch dort gehörte er unter dem neuen Trainer Bobby Roberts zur Stammmannschaft, dem neu zusammengestellten Kader gelang es nicht, sich eine Spielklasse tiefer zu etablieren und landete am Saisonende erneut auf einem Abstiegsplatz, als Drittletzter stieg man direkt in die Fourth Division ab.
Nach zwei Abstiegen in Folge übernahm Alan Buckley den Trainerposten, unter dem sich im Verein wieder der sportliche Erfolg einstellte. Im FA Cup 1988/89 schlug man nacheinander die Wolverhampton Wanderers (Tabellenführer der dritten Liga), Rotherham United (Tabellenführer der vierten Liga), den FC Middlesbrough (Erstligist) und in der vierten Runde im Wiederholungsspiel den FC Reading (Drittligist). Das Aus kam schließlich vor 7000 mitgereisten Fans im Achtelfinale, als man nach 1:0-Führung beim Titelverteidiger FC Wimbledon mit 1:3 unterlag. 1990 gelang unter Buckley als Vizemeister die Rückkehr in die dritte Liga, ein Jahr später mit einem nahezu unveränderten Kader der Durchmarsch in die Second Division. Agnew konnte dabei am zweiten Aufstieg kaum mitwirken, verletzungsbedingt kam er lediglich auf sieben Einsätze; wiederkehrende Verletzungsprobleme mit Oberschenkel und Knöchel limitierten ohnehin unter Buckley über Spielzeiten hinweg seine Einsatzzeiten. In den folgenden drei Zweitligaspielzeiten (1991–1994) absolvierte der Linksverteidiger mit Offensivdrang in Konkurrenz zu Kevin Jobling und später Gary Croft jeweils etwa die Hälfte der Saisonspiele, wurde dabei teilweise auch in der Innenverteidigung oder im Mittelfeld aufgeboten. Nach dem Abgang von Trainer Buckley zum Ligakonkurrenten West Bromwich Albion im Oktober 1994 spielte Agnew in der Folge, teilweise auch verletzungsbedingt, weder unter Interimstrainer John Cockerill noch unter Brian Laws noch eine Rolle.
Nach elf Jahren und 296 Pflichtspielen (3 Tore) für Grimsby, wurde er im Februar 1995 von Buckley zu West Bromwich geholt, die Ablösesumme soll bei 65.000 £ gelegen haben. Als Mannschaftskapitän aufgeboten, machten ihm schon bald Verletzungsprobleme zu schaffen. So verletzte er sich im Oktober 1995 gegen Luton Town schwer am Knie und fiel für die restliche Saison aus. In der Spielzeit 1996/97 kam er zwar nochmals zu 23 Pflichtspieleinsätzen für West Brom, sein auslaufender Vertrag wurde aber vereinsseitig nicht verlängert.
Seine Fußballerlaufbahn setzte er zunächst in der Southern League bei Ilkeston Town fort, dort hatte sein früherer Mitspieler Keith Alexander den Trainerposten inne. Nach sechs Einsätzen zu Saisonbeginn verließ er Ilkeston bereits im September 1997 wieder um auf vertragsloser Basis beim walisischen Klub Swansea City in der viertklassigen Third Division zu spielen. Unter Jan Mølby kam Agnew die folgenden Wochen auf zu einigen Einsätzen. Nach Mølbys Entlassung war er auch unter Interimstrainer Micky Adams gesetzt, ein Punktgewinn gelang aber erst Ende Oktober, in seinem siebten und letzten Startelfeinsatz und zugleich dem ersten Spiel des neuen Trainers Alan Cork (3:0 gegen die Doncaster Rovers). Anfang November 1997 endete seine Zugehörigkeit zu Swansea und im Dezember 1997 schloss sich er zum Abschluss seiner Laufbahn Wisbech Town in der Southern League an. Bei Wisbech spielte er an der Seite seines langjährigen Grimsby-Mannschaftskameraden Gary Childs, der den Posten des Spielertrainers begleitete.
Agnew war in nordirischen Schüler- und Juniorenauswahlen vertreten, unter anderem an der Seite von Norman Whiteside und Alan McDonald, im Mai 1990 absolvierte er eine Partie für die U23-Nationalmannschaft gegen Irland. Zu einem Pflichtspiel für die nordirische A-Nationalelf reichte es hingegen für Agnew nicht. Im April 1993 wurde er anstelle des Verletzten Steve Morrow in das Aufgebot für das WM-Qualifikationsspiel in Sevilla gegen Spanien berufen, verpasste aber den Sprung in das Spieltagsaufgebot. Seinen einzigen Auftritt für das nordirische Nationalteam hatte Agnew am 1. Mai 1990 anlässlich eines Benefizspiels für Danny Blanchflower, in der Partie gegen Tottenham Hotspur kam er per Einwechslung zum Einsatz.
Nach seiner Profilaufbahn verdiente Agnew seinen Lebensunterhalt als Fahrlehrer und Angestellter bei einem Unternehmen für Videoüberwachungsanlagen. Daneben ist er langjähriger Jugendtrainer am Whittington Soccer Centre des Whittington FC, einem Amateurklub nahe Lichfield.